# 扁平巴蛛
扁平巴蛛（学名：Ballus planus）为跳蛛科巴蛛属的动物。在中国大陆，分布于甘肃等地。该物种的模式产地在甘肃。